# Teorema de Green
En física i matemàtiques, el teorema de Green dona la relació entre una integral de línia al voltant d'una corba tancada simple C i una integral doble sobre la regió plana D limitada per C. El teorema de Green es diu així pel científic britànic George Green i és un cas especial del més general teorema de Stokes. El teorema afirma:
Sigui C una corba tancada simple positivament orientada, diferenciable per trossos, en el pla i sigui D la regió limitada per C. Si L i M tenen derivades parcials contínues en una regió oberta que conté D,
{\displaystyle \int _{C}L\,dx+M\,dy=\int \!\!\!\int _{D}\left({\frac {\partial M}{\partial x}}-{\frac {\partial L}{\partial y}}\right)\,dA}
A vegades la notació
{\displaystyle \oint _{C}L\,dx+M\,dy}
s'utilitza per establir que la integral de línia està calculada usant l'orientació positiva de la corba tancada C.

## Prova del teorema de Green quanDés unaregió simple

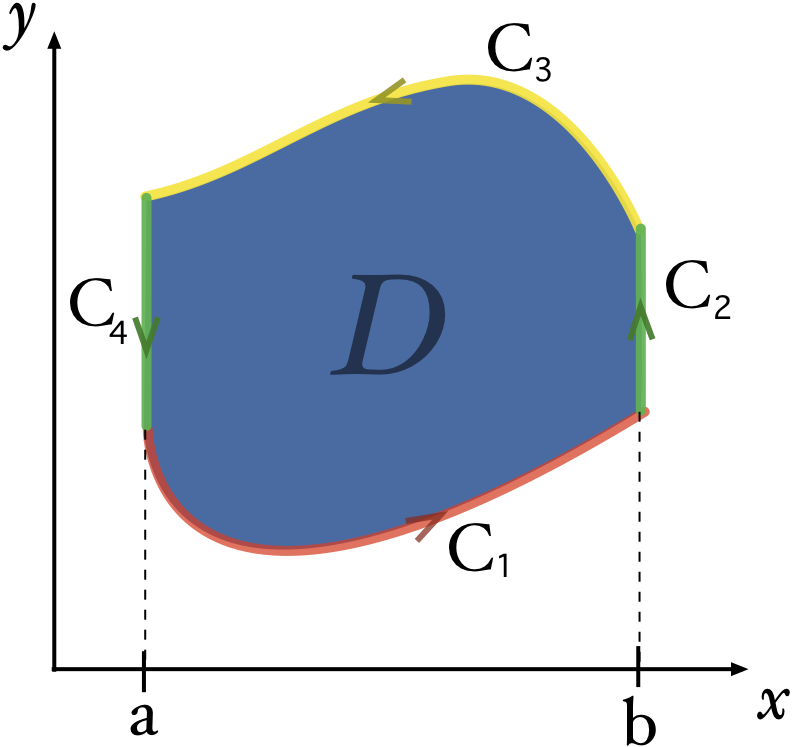
Regió simple

Si demostrem que les equacions 1 i 2
{\displaystyle Eq.1:\quad \int _{C}Ldx=\int _{\!}\!\!\int _{D}\left(-{\frac {\partial L}{\partial y}}\right)dA}
i
{\displaystyle Eq.2:\quad \int _{C}M\,dy=\int _{\!}\!\!\int _{D}\left({\frac {\partial M}{\partial x}}\right)\,dA}
són correctes, demostrarem el teorema de Green.
Si expressem D com a regió tal que:
{\displaystyle D=\{(x,y)|a\leq x\leq b,G_{1}(x)\leq i\leq G_{2}(x)\}\,}

on g1 i g₂ són funcions contínues, podem computar la integral doble de l'equació 1:
{\displaystyle Eq.4:\quad \int \!\!\!\int _{D}\left(-{\frac {\partial L}{\partial y}}\right)\,dA=-\int _{a}^{b}\!\!\int _{G_{1}(x)}^{G_{2}(x)}\left({\frac {\partial L}{\partial y}}(x,y)\,dy\,dx\right)=-\int _{a}^{b}[L(x,G_{2}(x))-L(x,G_{1}(x))]\,dx}: {\displaystyle =-\int _{a}^{b}[L(x,G_{2}(x))]\,dx+\int _{a}^{b}[L(x,G_{1}(x))]\,dx}

Ara particions C com la unió de quatre corbes: C1, C₂, C₃, C₄.
Amb C1, s'utilitzen les equacions paramètriques, x = x, y = g1(x), amb a ≤ x ≤ b. Per tant:
{\displaystyle \int _{C_{1}}L(x,y)\,dx=\int _{a}^{b}[L(x,G_{1}(x))]\,dx}
Amb C₃, s'utilitzen les equacions paramètriques, x = x, y = g₂(x), amb a ≤ x ≤ b. Llavors:
{\displaystyle \int _{C_{3}}L(x,y)\,dx=-\int _{-C_{3}}L(x,y)\,dx=-\int _{a}^{b}[L(x,G_{2}(x))]\,dx}
Amb C₂ i C₄, x és una constant, significant:
{\displaystyle \int _{C_{4}}L(x,y)\,dx=\int _{C_{2}}L(x,y)\,dx=0}
Per tant,
{\displaystyle \int _{C}L\,dx=\int _{C_{1}}L(x,y)\,dx+\int _{C_{2}}L(x,y)\,dx+\int _{C_{3}}L(x,y)+{\frac {C_{4}}{L}}(x,y)\,dx}
{\displaystyle =-\int _{a}^{b}[L(x,G_{2}(x))]\,dx+\int _{a}^{b}[L(x,G_{1}(x))]\,dx}
Combinant això amb l'equació 4, tenim:
{\displaystyle \int _{C}L(x,y)\,dx=\int \!\!\!\int _{D}\left(-{\frac {\partial L}{\partial y}}\right)\,dA}
Una prova similar es pot emprar en l'equació 2.

## Relació amb el teorema de la divergència
El teorema de Green és equivalent a la següent analogia bidimensional del teorema de la divergència:
{\displaystyle \iint _{D}\left(\nabla \cdot \mathbf {F} \right)dA=\int _{C}\mathbf {F} \cdot \mathbf {\hat {n}} ds,}
on {\displaystyle \mathbf {\hat {n}} } és l'inversor normal sortint a la frontera.
Per veure això, consideri la unitat normal en la part dreta de l'equació. Com {\displaystyle d\mathbf {r} =\langle dx,dy\rangle } és un vector apuntant tangencialment a través d'una corba, i la corba C està orientada de manera positiva (és a dir, en contra del sentit de les agulles del rellotge) a través de la frontera, un vector normal sortint seria aquell que apunta a 90 º cap a la dreta, el qual podria ser {\displaystyle \langle dy,-dx\rangle }. El mòdul d'aquest vector és {\displaystyle {\sqrt {dx^{2}+dy^{2}}}=ds}. Per tant, {\displaystyle \mathbf {\hat {n}} ds=\langle dy,-dx\rangle }.
Prenent els components de {\displaystyle \mathbf {F} =\langle P,Q\rangle }, el costat dret es converteix en
{\displaystyle \int _{C}\mathbf {F} \cdot \mathbf {n} ds=\int _{C}Pdy-Qdx}
que per mitjà del teorema de Green és:
{\displaystyle \int _{C}-Qdx+Pdy=\iint _{D}\left({\frac {\partial P}{\partial x}}+{\frac {\partial Q}{\partial y}}\right)\,dA=\iint _{D}\left(\nabla \cdot \mathbf {F} \right)dA}

## Càlcul de l'àrea
Es pot usar el teorema de Green per calcular l'àrea a través d'una integral de línia. L'àrea d'una regió planar {\displaystyle D} ve donada per
{\displaystyle A=\iint _{D}dA.}
Si es trien {\displaystyle L} i {\displaystyle M} tals que {\displaystyle {\frac {\partial M}{\partial x}}-{\frac {\partial L}{\partial y}}=1}, l'àrea ve donada per
{\displaystyle A=\oint _{C}(L\,dx+M\,dy).}
Una possible fórmula per l'àrea de {\displaystyle D} és
{\displaystyle A=\oint _{C}x\,dy=-\oint _{C}y\,dx={\tfrac {1}{2}}\oint _{C}(-y\,dx+x\,dy).}

## Història
El teorema duu el nom del matemàtic George Green, que va arribar a un resultat similar en un article de 1828 titulat An Essay on the Application of Mathematical Analysis to the Theories of Electricity and Magnetism. L'any 1846, Augustin Louis Cauchy va publicar un article en què el teorema de Green era la penúltima línia. Es tracta del primer text imprès en què apareix el teorema de Green en un llibre de text modern. Bernhard Riemann va aportar la primera demostració del teorema de Green en la seva tesi doctoral de funcions complexes.